# Callirhipis separata
Callirhipis separata là một loài bọ cánh cứng trong họ Callirhipidae. Loài này được Gemminger miêu tả khoa học đầu tiên năm 1869.